# N504iS
ムーバ N504iS（ムーバ エヌ ごー まる よん アイ エス）は、日本電気(NEC)製のNTTドコモの第二世代携帯電話(mova)端末である。
本項では、N504iSをベースにFeliCaを搭載した試作機、ムーバ N504iC（ムーバ エヌ ごー まる よん アイ シー）についても解説する。

## 概要
N504iにカメラをつけ、さらに改良した、NECの50Xシリーズ初のカメラ付き携帯電話。
N504iよりも薄型のボディで、当時としては珍しく厚さ20mmを切っていた。そして、より角張ったデザインになっている。
背面には、OCR機能に対応した31万画素CMOSカメラとNEC端末初のカラー液晶サブディスプレイを搭載、またiモードエンブレムは端末色によってそれぞれデザインが異なる。
赤外線通信には、新たにリモコン機能が搭載され、それにリモコン用iアプリも搭載された。
売れ筋のN50Xiシリーズに待望のカメラが付き、人気が非常に高かったモデルである。
N504iCは、本機をベースにFeliCaを搭載した試作機である。SO504iCとともに「iモードFeliCaプレビューサービス」というフィールド実験として利用された。ただし、ムーバにおいてこれ以降にNECがFeliCa搭載機種を発売する事はなかった。

## 歴史
- 2002年8月16日 - テレコムエンジニアリングセンター(TELEC)による技術基準適合証明の工事設計認証（工事設計認証番号01WAA1036）
- 2002年10月10日 - 電気通信端末機器審査協会(JATE)による技術基準適合認定の設計認証（設計認証番号A02-0811JP、J02-0097）
- 2002年11月20日 - ドコモから発表。
- 2002年11月22日 - 発売。
- 2003年2月4日 - TELECによる技術基準適合証明の工事設計認証（工事設計認証番号01WAA1076）
- 2003年4月18日 - TELECによる技術基準適合証明の工事設計認証（工事設計認証番号01WAA1098）
- 2003年9月29日 - N504iCのTELECによる技術基準適合証明の工事設計認証（工事設計認証番号01WAA1133）
- 2003年10月30日 - N504iCのJATEによる技術基準適合認定の設計認証（設計認証番号A03-0626JP、J03-0099）
- 2003年12月17日 - フィールド実験用に、N504iCがSO504iCとともに関係企業に配布される。
- 2012年3月31日 - movaサービス終了により使用はこの日限りとなる。